# Ellinikos Telikos 2018
Ellinikos Telikos 2018 (griechisch Ελληνικός Τελικός 2018) sollte am 22. Februar 2018 stattfinden und der griechische Vorentscheid für den Eurovision Song Contest 2018 in Lissabon (Portugal) sein. Am 16. Februar 2018 entschied sich der Sender ERT jedoch für Gianna Terzi und ihr Lied Oniro mou (Όνειρό Μου ‚Mein Traum‘) als griechischer Beitrag für den ESC 2018, da es der einzige Titel im Vorentscheid war, nachdem die anderen vier disqualifiziert wurden.

## Konzept

### Format
Nachdem Griechenland in den Jahren 2016 und 2017 jeweils eine interne Auswahl durchführte, sollte es 2018 wieder einen nationalen Vorentscheid geben. Dieser sollte Ende Februar 2018 stattfinden und zu 100 % durch Televoting entschieden werden. Insgesamt hätten fünf Teilnehmer um das Ticket Griechenland beim ESC 2018 präsentieren zu dürfen kämpfen dürfen.

### Beitragswahl
Am 4. Oktober 2017 schickte ERT einen Brief an verschiedene führende griechische Plattenlabel heraus, indem der Sender darum bat, ein Lied mit griechischen Tönen und griechischen Text einzureichen. Die Deadline dafür war am 27. Oktober 2017, demnach wurden insgesamt 16 Lieder eingereicht. Das folgende Komitee entschied, welche fünf Lieder es in den Vorentscheid schaffen:
- Anastasios Symeonidis (Vorsitzender)
- Petros Dourdoubakis (Songwriter, Radioproduzent)
- Dimitris Ktistakis (Dirigent)
- Alexis Kostas
- Mihalis Messinis (Songwriter)
- Andreas Pylarinos (Dirigent)
- Giannis Spyropoulos (Orchestrierer)
- Tsaras Pantazis (Radioproduzent)

## Teilnehmer
Die endgültige Teilnehmerliste wurde am 7. November 2017 veröffentlicht. Am 14. November 2017 disqualifizierte der produzierende Sender ERT das Duo Fina und Tony Vlachos, da ihre Lieder nicht den Regularien entsprachen, wodurch der Vorentscheid mit drei Interpreten stattgefunden hätte. Am 16. Februar 2018 gab ERT bekannt, dass auch Areti Ketime und Chorostalites disqualifiziert wurden, nachdem die Plattenlabels beider Interpreten nicht die Summe von 20.000 € bis zum 16. Februar 2018 bezahlt hatten. Diese Kosten sollten die Teilnahme Griechenlands ermöglichen. So gewann Gianna Terzi als einzige verbliebene Interpretin den Vorentscheid, da ihr Plattenlabel die Summe von 20.000 € bezahlt hatte.
| Platz                 | Startnr.              | Interpret                 | Lied Musik (M) und Text (T)                                                                          | Sprache    | Übersetzung (Inoffiziell) |
| --------------------- | --------------------- | ------------------------- | --- | ---------- | ------------------------- |
| Automatische Siegerin | Automatische Siegerin | Gianna Terzi Γιάννα Τερζή | Oneiro mou (Όνειρο μου) M/T: Aris Kalimeris, Dimitris Stamatiou, Gianna Terzi, Mihalis Papathanasiou | Griechisch | Mein Traum                |
| Disqualifikation      | Disqualifikation      | Duo Fina                  | Idio tempo M/T: Duo Fina                                                                             | Griechisch | Gleiches Tempo            |
| Disqualifikation      | Disqualifikation      | Tony Vlachos              | Baila jazz M/T: Antonis Karatzikis                                                                   | Griechisch | Tanz Jazz                 |
| Disqualifikation      | Disqualifikation      | Chorostalites             | Apo tin Thraki eos tin Kriti M/T: Vasilis Messaritakis                                               | Griechisch | Von Thrakien nach Kreta   |
| Disqualifikation      | Disqualifikation      | Areti Ketime Αρετή Κετιμέ | Min xechnas ton ilio M/T: Dimitris Karras                                                            | Griechisch | Vergiss die Sonne nicht   |